# Terpsiphone viridis

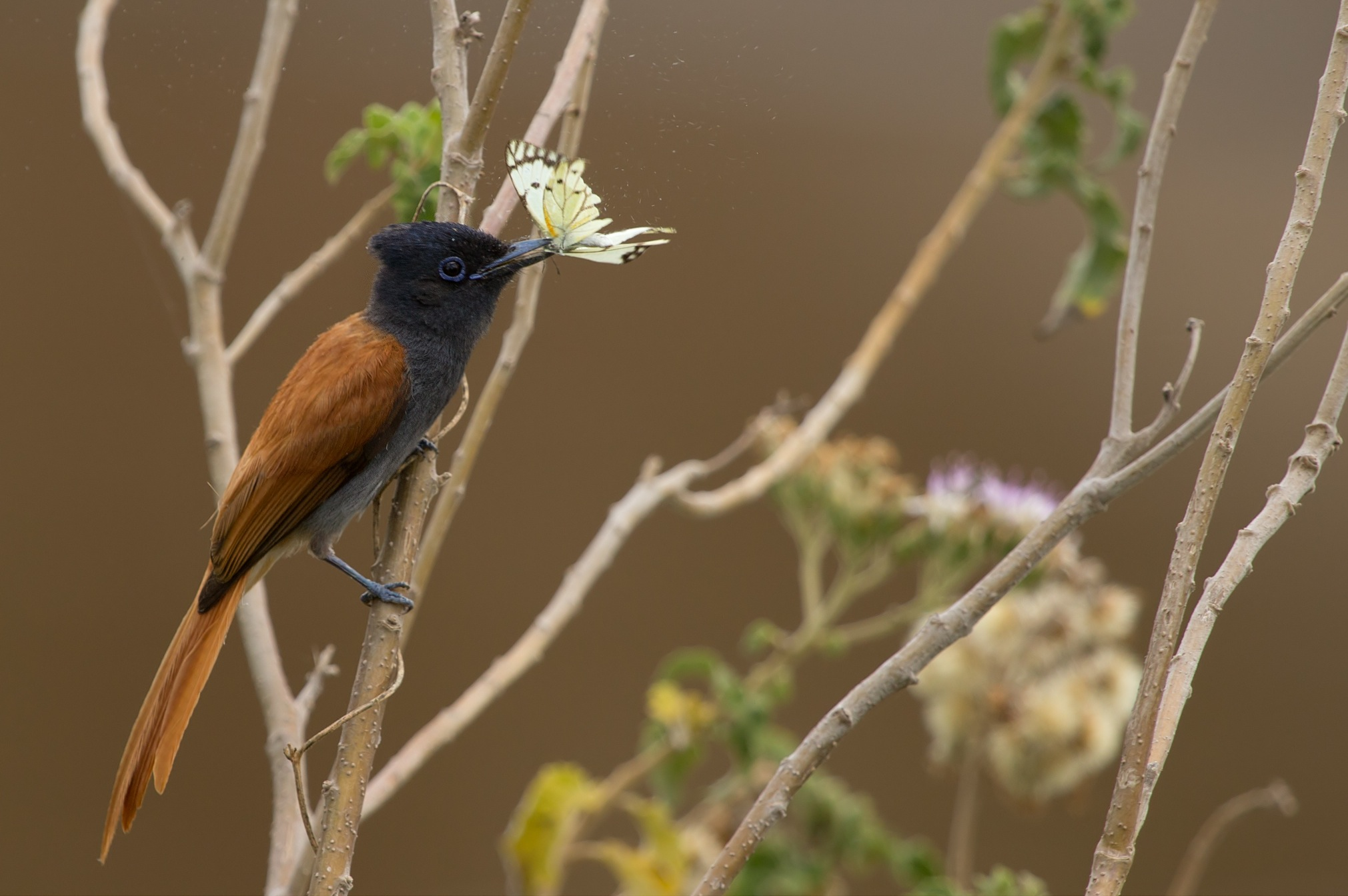
Tras haber capturado una mariposa en Masái Mara.

El monarca colilargo africano (Terpsiphone viridis) es una especie de ave paseriforme de la familia Monarchidae propia del África subsahariana.
El monarca colilargo africano es pájaro sedentario del África al sur del desierto del Sahara. Por lo general esta especie se encuentra en bosques abiertos y sabanas. Pone de dos a tres huevos en un pequeño nido en forma de taza en un árbol.
El macho adulto del monarca colilargo africano mide unos 17 cm de largo,pero sus prolongadas plumas en la cola duplican su longitud. Su cabeza, cuello y partes inferiores son color negro, y sus alas y cola son castañas. Los machos poseen una prominente franja blanca en las alas. La hembra posee un tono más amarronado en sus zonas inferiores y no posee la franja en las alas y plumas de cola. Las aves jóvenes son similares a la hembra pero con tonos más apagados.
El monarca colilargo africano es un ave ruidosa con una llamada penetrante. Sus patas son cortas y al posarse su postura es muy erguida como la pose de un alcaudón. Es insectívoro, a menudo atrapa a sus presas en vuelo.